# Zinobiani
Zinobiani (gruz. ზინობიანი) – wieś w Gruzji, w regionie Kachetia. W 2014 roku liczyła 337 mieszkańców.